# Josuha Guilavogui
Josuha Guilavogui (ur. 19 września 1990 w Ollioules) – francuski piłkarz gwinejskiego pochodzenia występujący na pozycji pomocnika w niemieckim klubie VfL Wolfsburg oraz w reprezentacji Francji. Wychowanek AS Saint-Étienne, w swojej karierze grał także w Atlético Madryt.